# فرزاد تاراش
فرزاد تاراش (به انگلیسی: Farzad Tarash) زاده ۳۰ ژوئن ۱۹۸۶ است. او کشتی گیر کشور استرالیا است.